# William Keane
William Keane, detto Will Keane (Stockport, 11 gennaio 1993), è un calciatore inglese naturalizzato irlandese, attaccante del Preston N.E.

## Biografia
È il fratello di Michael Keane, difensore dell'Everton.

## Carriera

### Club
Ha giocato nella prima e nella seconda divisione inglese.

### Nazionale
L'11 novembre 2021 ha fatto il suo esordio con la nazionale irlandese, nella partita pareggiata per 0-0 contro il Portogallo, subentrando al compagno Chiedozie Ogbene al novantesimo minuto di gioco.

## Statistiche

### Presenze e reti nei club
Statistiche aggiornate al 7 gennaio 2023.
| Stagione                 | Squadra                  | Campionato               | Campionato | Campionato | Coppa nazionali | Coppa nazionali | Coppa nazionali | Coppe continentali | Coppe continentali | Coppe continentali | Altre coppe | Altre coppe | Altre coppe | Totale | Totale |
| Stagione                 | Squadra                  | Comp                     | Pres       | Reti       | Comp            | Pres            | Reti            | Comp               | Pres               | Reti               | Comp        | Pres        | Reti        | Pres   | Reti   |
| ------------------------ | ------------------------ | ------------------------ | ---------- | ---------- | --------------- | --------------- | --------------- | ------------------ | ------------------ | ------------------ | ----------- | ----------- | ----------- | ------ | ------ |
| 2012-gen. 2013           | Manchester Utd           | PL                       | 1          | 0          | FACup+CdL       | 0               | 0               | UCL                | 0                  | 0                  | -           | -           | -           | 1      | 0      |
| gen.-giu. 2013           | Wigan Athletic           | PL                       | 4          | 0          | FACup+CdL       | 0               | 0               | -                  | -                  | -                  | -           | -           | -           | 4      | 0      |
| 2013-gen. 2014           | Manchester Utd           | PL                       | 0          | 0          | FACup+CdL       | 0               | 0               | UCL                | 0                  | 0                  | -           | -           | -           | 0      | 0      |
| gen.-giu. 2014           | QPR                      | FLC                      | 10         | 0          | FACup+CdL       | 0               | 0               | -                  | -                  | -                  | -           | -           | -           | 10     | 0      |
| 2014-gen. 2015           | Manchester Utd           | PL                       | 0          | 0          | FACup+CdL       | 0               | 0               | -                  | -                  | -                  | -           | -           | -           | 0      | 0      |
| gen.-giu. 2015           | Sheffield Wednesday      | FLC                      | 13         | 3          | FACup+CdL       | 0               | 0               | -                  | -                  | -                  | -           | -           | -           | 13     | 3      |
| 2015-gen. 2016           | Preston North End        | FLC                      | 20         | 1          | FACup+CdL       | 0+2             | 0+1             | -                  | -                  | -                  | -           | -           | -           | 22     | 2      |
| gen.-giu. 2016           | Manchester United        | PL                       | 1          | 0          | FACup+CdL       | 1+0             | 0               | UEL                | 0                  | 0                  | -           | -           | -           | 2      | 0      |
| Totale Manchester United | Totale Manchester United | Totale Manchester United | 2          | 0          |                 | 1               | 0               |                    | 0                  | 0                  |             | 0           | 0           | 3      | 0      |
| 2016-2017                | Hull City                | PL                       | 5          | 0          | FACup+CdL       | 0+1             | 0               | -                  | -                  | -                  | -           | -           | -           | 6      | 0      |
| 2017-2018                | Hull City                | FLC                      | 9          | 1          | FACup+CdL       | 1+0             | 0               | -                  | -                  | -                  | -           | -           | -           | 10     | 1      |
| 2018-gen. 2019           | Hull City                | FLC                      | 8          | 0          | FACup+CdL       | 0+2             | 0               | -                  | -                  | -                  | -           | -           | -           | 10     | 0      |
| Totale Hull City         | Totale Hull City         | Totale Hull City         | 18         | 1          |                 | 4               | 0               |                    | 0                  | 0                  |             | 0           | 0           | 22     | 1      |
| gen.-giu. 2019           | Ipswich Town             | FLC                      | 11         | 3          | FACup+CdL       | 1+0             | 0               | -                  | -                  | -                  | -           | -           | -           | 12     | 3      |
| 2019-2020                | Ipswich Town             | FLO                      | 23         | 3          | FACup+CdL       | 4+0             | 1+0             | -                  | -                  | -                  | FLT         | 2           | 2           | 29     | 6      |
| Totale Ipswich Town      | Totale Ipswich Town      | Totale Ipswich Town      | 34         | 6          |                 | 5               | 1               |                    | 0                  | 0                  |             | 2           | 2           | 41     | 9      |
| 2020-2021                | Wigan                    | FLO                      | 32         | 10         | FACup+CdL       | 1+0             | 0               | -                  | -                  | -                  | FLT         | 1           | 1           | 44     | 18     |
| 2021-2022                | Wigan                    | FLO                      | 44         | 26         | FACup+CdL       | 3+1             | 0               | -                  | -                  | -                  | FLT         | 2           | 1           | 40     | 20     |
| 2022-2023                | Wigan                    | FLC                      | 25         | 9          | FACup+CdL       | 1+0             | 0+0             | -                  | -                  | -                  | -           | -           | -           | 26     | 9      |
| Totale Wigan Athletic    | Totale Wigan Athletic    | Totale Wigan Athletic    | 102        | 45         |                 | 5               | 0               |                    | 0                  | 0                  |             | 3           | 2           | 108    | 47     |
| Totale carriera          | Totale carriera          | Totale carriera          | 207        | 56         |                 | 17              | 2               |                    | 0                  | 0                  |             | 5           | 4           | 227    | 62     |

### Presenze e reti in nazionale
| Cronologia completa delle presenze e delle reti in nazionale ― Irlanda | Cronologia completa delle presenze e delle reti in nazionale ― Irlanda | Cronologia completa delle presenze e delle reti in nazionale ― Irlanda | Cronologia completa delle presenze e delle reti in nazionale ― Irlanda | Cronologia completa delle presenze e delle reti in nazionale ― Irlanda | Cronologia completa delle presenze e delle reti in nazionale ― Irlanda | Cronologia completa delle presenze e delle reti in nazionale ― Irlanda | Cronologia completa delle presenze e delle reti in nazionale ― Irlanda |
| Data                                                                   | Città                                                                  | In casa                                                                | Risultato                                                              | Ospiti                                                                 | Competizione                                                           | Reti                                                                   | Note                                                                   |
| ---------------------------------------------------------------------- | ---------------------------------------------------------------------- | ---------------------------------------------------------------------- | ---------------------------------------------------------------------- | ---------------------------------------------------------------------- | ---------------------------------------------------------------------- | ---------------------------------------------------------------------- | ---------------------------------------------------------------------- |
| 11-11-2021                                                             | Dublino                                                                | Irlanda                                                                | 0 – 0                                                                  | Portogallo                                                             | Qual. Mondiali 2022                                                    | -                                                                      | 90’                                                                    |
| 26-3-2022                                                              | Dublino                                                                | Irlanda                                                                | 2 – 2                                                                  | Belgio                                                                 | Amichevole                                                             | -                                                                      | 75’                                                                    |
| 29-3-2022                                                              | Dublino                                                                | Irlanda                                                                | 1 – 0                                                                  | Lituania                                                               | Amichevole                                                             | -                                                                      | 63’                                                                    |
| 4-6-2022                                                               | Erevan                                                                 | Armenia                                                                | 1 – 0                                                                  | Irlanda                                                                | UEFA Nations League 2022-2023 - 1º turno                               | -                                                                      | 81’                                                                    |
| 7-9-2023                                                               | Parigi                                                                 | Francia                                                                | 2 – 0                                                                  | Irlanda                                                                | Qual. Euro 2024                                                        | -                                                                      | 62’ 78’                                                                |
| Totale                                                                 |                                                                        | Presenze                                                               | 5                                                                      |                                                                        | Reti                                                                   | 0                                                                      |                                                                        |

## Palmarès
- Coppa d'Inghilterra: 2

Wigan Athletic: 2012-2013
Manchester United: 2015-2016
- Terza divisione inglese: 1

Wigan Athletic: 2021-2022